# Urile
Urile é um género de aves da família Phalacrocoracidae.
As espécies deste género estavam anteriormente integradas no género Phalacrocorax. 

## Lista de espécies
O género Urile compreende actualmente 4 espécies:
- Corvo-marinho-de-garganta-azul, Urile penicillatus
- Corvo-marinho-de-faces-vermelhas, Urile urile
- Corvo-marinho-pelágico, Urile pelagicus
- Corvo-marinho-de-lunetas, Urile perspicillatus †